# Посёлок Клейзавода
Посёлок Клейзаво́да — посёлок в Ленинск-Кузнецком районе Кемеровской области. Входит в состав Горняцкого сельского поселения.

## География
Центральная часть населённого пункта расположена на высоте 173 м над уровнем моря.

## Население
| 2010 |
| ---- |
| 329  |

### Половой состав
По данным Всероссийской переписи населения 2010 года, в Посёлке Клейзавода проживало 329 человек (156 мужчин, 173 женщины).